# Copa da Escócia de 1960–61
A Copa da Escócia de 1960-61 foi a 76º edição do torneio mais antigo do futebol da Escócia. O campeão foi o Dunfermline Athletic F.C., que conquistou seu 1º título na história da competição ao vencer a final contra o Celtic F.C., pelo placar de 2 a 0.

## Premiação
| Copa da Escócia de 1960-61                    |
| Escócia                                       |
| --------------------------------------------- |
| Dunfermline Athletic F.C. Campeão (1º título) |